# アトリの空と真鍮の月
『アトリの空と真鍮の月』（アトリのそらとしんちゅうのつき）は、2009年11月27日にTOPCATより発売されたアダルトゲーム。ジャンルはノベルタイプのアドベンチャーゲーム (ADV) であり、公式には「田舎学園物＋ホラー、ノベルADV」と表記されている。

## 概要
TOPCAT名義の作品としては7作目にあたり、活動休止を発表した2001年以来8年ぶりの復帰作となった。
舞台や登場人物などは異なるものの『果てしなく青い、この空の下で…。』の間接的な続編と位置づけられ、主要スタッフもほぼ同じであるが、キャラクターデザインがたかみちから交代し、かどつかさになっている。また、本作の発売にあわせて『果てしなく青い、この空の下で…。完全版』が発売された。
なお、タイトルにもなっている「アトリ」は架空の存在ではなく、実在する渡り鳥の一種である。

## ストーリー
国道から外れて一車線の山道を進み、ようやく辿り着ける四方を山に囲まれた小さな山村、芦日村（あしびむら）。そこは時代の流れと共に過疎化が進み、村唯一の教育機関・芦日学園も生徒数が女子4人にまで減少するなど、存続が危ぶまれる状況に追い込まれていた。
6年ぶりに村へ戻ってきた主人公・九重 輩人（ここのえ はいと）もまた芦日学園に転入し、新たな生活が始まろうとしていた。しかし、義理の母・神那とは別居することになり、村には土地開発業者・堂島忍が現れた。
村人の信仰する山神と海神、そして村の政治を取り仕切る湊本家のもと、村に騒動が起ころうとしていた。

## 前作との繋がり
本作は『果てしなく青い、この空の下で…。』と直接的な繋がりは薄いものの、作中では前作が6年前の事件として語られているほか、前作と直接または間接的に繋がりのある登場人物も多く、特に引き続き登場する者は前作をプレイしていないとその伏線が理解できないようになっている。また、以下のような点から間接的な続編と位置づけられている。
- 前作と同様に「ヤマノカミ」が登場する。
- 前作の登場人物のうち、八車文乃が同じ容姿で登場する。シナリオ中でも前作についての言及があり、前作の6年後の設定になっていることが判明する。
- 同じく前作に登場した堀田武人が再登場し、「堂島忍」には「堂島薫」という弟がいると言及されている。
- 「遠足」「夏の小旅行」と相似形の演出が随所に見られる。

公式サイトの「八車文乃×鷹取兵馬スペシャルトーク」という仮想対談コンテンツでも『果てしなく青い、この空の下で…。』は「前作」と表現されている。ただし、ストーリーとしては完全に独立しており、再登場する登場人物についてもネタバレ禁止とされ、本作の後に前作を遊んでも問題が生じないよう配慮したという。

## 登場人物

### メインキャラクター
桐蔭 朝（きりかげ あさ）
声：北都南
幼い頃に両親を亡くし「湊そば」を営む湊宏茂に引き取られ、三葉・八葉の義理の姉妹として育った少女。父の形見の眼鏡をしているが、実は目が見えない。村人は彼女に対して冷たく接し、自分は本当は邪魔な存在ではないかと日々怯えている。義理の妹にあたる三葉とは対照的に温和で大人しい性格。
湊 三葉（みなと みつば）
声：あじ秋刀魚
「湊そば」を営む父・湊宏茂の影響から武道を嗜み、腕っ節が強い正義感に溢れる少女。芦日学園の教師である湊八葉は実の姉で、桐蔭朝は幼馴染にして義理の姉にあたる。しかし八葉や朝とは反対に家事が全くできない。村の外の世界と「先輩」という存在に憧れていたため、転入してきた主人公を無条件に慕っている。
神室 立花（かむろ りっか）
声：西田こむぎ
芦日村にある海神を祀る神社、神室神社の巫女であり一人暮らししている。しかし六年ぶりに再会した主人公の回想によれば幼少の頃の彼女は「巫女なんてお淑やかな仕事ができる様な子ではなく」「非常に怒りっぽく横暴」だったとされる。性格は活発で明るく、巫女としては村人から頼りにされており大人びた一面もみせる。主人公が以前芦日村に滞在していた際に結婚の約束をしたのだと言い転校初日から「許嫁」の立場を主張、主人公を悩ませる。
此花 砌（このはな みぎり）
声：草柳順子
代々山の中で暮らしていた猟師の娘。砌自身も山中で育ったが両親が亡くなったため、山を降りて村にいる祖父母の家で暮らすようになった。村で暮らすようになってからも自由気ままに生きている。表情に乏しく、イマイチ掴みどころがない。作中では珍しいテレビゲーマー。
六車 月乃（むぐるま つきの）
声：楠鈴音
主人公と同じタイミングで芦日学園に転入してきた子。寡黙で、人と距離を取るタイプ。冷静沈着を装うが実は酷い方向音痴であり、また常識が欠けている部分があるため時折とんでもなくズレた行動をとる。八車文乃と瓜二つの容姿をしている。
八車 文乃（やぐるま ふみの）
声：かわしまりの
六車月乃と瓜二つの容姿を持つ少女。主人公が時折村の中で目撃するものの、芦日学園には通っておらず正体不明。『果てしなく青い、この空の下で…。』と今作を繋ぐ人物。制服らしき服装をしているが実はただのコスプレであることが判明する。プライドが高く大変な負けず嫌いであるため、結果的に主人公にはそこにつけこまれる形になった。

### サブキャラクター
湊 八葉（みなと やつは）
声：まきいづみ
芦日学園の唯一の教師で家事全般が得意。湊三葉の姉だが、童顔のため妹に間違われることがある。立花曰く「いい教師だが、大雑把」。
湊 宏茂（みなと ひろしげ）
声：胸肩腎
元武道家。若い頃から修行の日々を送っており、故郷芦日村で道場を始めたが生徒が集まらず止む無くそば屋を始めたという風変わりな人。今は夫婦で「湊そば」を営む。三葉、八葉の父であり、両親を亡くした桐蔭朝を引き取った人物。芦日村の政治を取り仕切る「湊」と同じ姓を持つが、分家であり村の政治とは距離を置いている。
湊 安江（みなと やすえ）
声：三園あすか
宏茂の妻で、三葉と八葉の母で桐蔭朝の義母にあたる。宏茂を支え、共に「湊そば」を営む忙しい日々を送る。
堂島 忍（どうじま しのぶ）
声：J一郎
土地開発業者「堂島不動産」の社長。『果てしなく青い、この空の下で…。』に登場した元代議士・堂島薫の兄にあたるが、弟のことを小粒な俗物だと切り捨てる。「皆さんにとっていい話がある」と芦日村にやってきた。
上蔵 達吉（あぐら たつきち）
声：一条和矢
土地開発業者「堂島不動産」の顧問弁護士。「手段を選ばず無罪を勝ち取る」と噂される剛腕弁護士。同業者からも畏れられている。
九重 神那（ここのえ かんな）
声：緒田マリ
九重輩人の義理の母で、輩人と一緒に村へとやってきた。元々芦日村の出身であり、旧姓は「湊」。村の政治を取り仕切る「湊本家」の人間で、村に戻ってからは輩人と別居し「湊本家」の代表として暮らす。
湊 忠寿（みなと ただとし）
声：永倉仁八
芦日村の政治を取り仕切る「湊本家」の長老。表向きの「湊本家」代表は神那だが、実質的な権力は手放していないという。

## スタッフ
- ディレクション：唯我転生
- 企画・シナリオ：鷹取兵馬
- 原画・キャラクターデザイン：かどつかさ
- プログラム：SKY
- 音楽：SYUN
  - 主題歌歌手：主題歌『Pieris』榊原ゆい/エンディング『陽の当たる場所へ』Akira 『山神の祝詞』KIYO